# CRパトラッシュ
『CRパトラッシュ』は、2007年9月にSANKYOから発売されたデジパチタイプのパチンコ。
液晶は搭載しておらず、出目はドット表示。全ての大当たり後70回転は高確率になる。いわゆるフルスペック機に回数切り確変を取り入れたスペックと液晶画面に頼らない演出は発売当時としては画期的であり、後に他社から多数の類似機種が発売され、パチンコ機において一つのジャンルとして確立するに至った。
なお、本稿では後継機にあたる『CRパトラッシュ2』『CRパトラッシュ3』『CRパトラッシュJ』についても記述する。

## ゲームフロー
1. 通常時は一般的なデジパチ同様左打ちをする。
2. 大当たりしたら、右打ちに変更してアタッカーへ入賞させる。
3. 大当たり終了後も右打ちを継続し、盤面右のスルーへ玉を通し、電チューに玉を入れる。
4. 大当たり終了後70回転以内に大当たりしなければ（通常確率に戻る）、左打ちに戻す。

## 演出
大当たりラウンド抽選
大当たりすると、盤面下部のダンプカー役物内にパチンコ玉が入り、その玉を下に落としてSMALL（2R）かBIG（14R、GREENは7Rも含む）のどちらかを表示する。

## スペック
※RED・GREEN共に、形式名の後ろにGまたはLの文字が付くが、これは台枠の相違によるものでスペックに変わりはない。
CRパトラッシュRED
- 大当たり確率：低確率 1/399.6 → 高確率 1/40
- 確変突入率：100%（70回転限定）
- 時短：なし
- 賞球数：3&10&13
- ラウンド数：2 or 14ラウンド・8カウント
- ラウンド振り分け
  - ヘソ入賞時：2R（出玉なし）- 10%、2R（出玉あり）- 15%、14R - 75%
  - 電チュー入賞時：2R（出玉あり）- 25%、14R - 75%

CRパトラッシュGREEN
- 大当たり確率：低確率 1/156.4 → 高確率 1/44
- 確変突入率：100%（70回転限定）
- 時短：なし
- 賞球数：3&10
- ラウンド数：2 or 7 or 14ラウンド・9カウント
- ラウンド振り分け
  - ヘソ入賞時：2R（出玉なし）- 10%、2R（出玉あり）- 15%、7R - 69%、14R - 6%
  - 電チュー入賞時：2R（出玉あり）- 25%、7R - 69%、14R - 6%

## CRパトラッシュ2
2008年5月に発売されたCRパトラッシュの後継機種。大当たり後の高確率状態が71回転に増加した。なお、71回転目に「791」の出目が揃うと、大当たりの期待が高い「泣きの1回」演出がある。大当たりのラウンド抽選をする役物は飛行機に変わり、役物から落とされる爆弾の色でラウンド数の期待度が示唆される。
スペックは下記の通り。
CRパトラッシュ2RED
- 大当たり確率：低確率 1/399.6 → 高確率 1/40.5
- 確変突入率：100%（71回転限定）
- 時短：なし
- 賞球数：3&10&13
- ラウンド数：2 or 14ラウンド・8カウント
- ラウンド振り分け
  - ヘソ入賞時：2R（出玉なし）- 10%、2R（出玉あり）- 15%、14R - 75%
  - 電チュー入賞時：2R（出玉あり）- 25%、14R - 75%

CRパトラッシュ2GREEN
- 大当たり確率：低確率 1/180 → 高確率 1/43.4
- 確変突入率：100%（71回転限定）
- 時短：なし
- 賞球数：3&10&14
- ラウンド数：2 or 5 or 10 or 15ラウンド・8カウント
- ラウンド振り分け
  - ヘソ入賞時：2R（出玉なし）- 10%、2R（出玉あり）- 15%、5R - 61%、10R - 7%、15R - 7%
  - 電チュー入賞時：2R（出玉あり）- 25%、5R - 61%、10R - 7%、15R - 7%

## CRパトラッシュ3
2010年7月に発売されたシリーズ3番目の機種。
本機種では、アタッカーが2種類用意された（14ラウンド大当たり用・2ラウンド大当たり用、前者の方が幅がやや広い）。大当たりのラウンド抽選をする役物は機関車になり、役物から落とされる玉の数でラウンド数の期待度が示唆される。
スペックは下記の通り。
CRパトラッシュ3RED R
- 大当たり確率：低確率 1/399.6 → 高確率 1/40.0
- 確変突入率：100%（71回転限定）
- 時短：なし
- 賞球数：3&10&13
- ラウンド数：2 or 14ラウンド・8カウント
- ラウンド振り分け
  - ヘソ入賞時：2R（出玉なし）- 10%、2R（出玉あり）- 15%、14R - 75%
  - 電チュー入賞時：2R（出玉あり）- 25%、14R - 75%

CRパトラッシュ3GREEN R
- 大当たり確率：低確率 1/158.7 → 高確率 1/44.4
- 確変突入率：100%（71回転限定）
- 時短：なし
- 賞球数：3&10&13
- ラウンド数：2 or 7 or 14ラウンド・7カウント
- ラウンド振り分け
  - ヘソ入賞時：2R（出玉なし）- 10%、2R（出玉あり）- 15%、7R - 65%、14R - 10%
  - 電チュー入賞時：2R（出玉あり）- 25%、7R - 65%、14R - 10%

## 備考
- 機種名の「パトラッシュ」とは、盤面に3つあるパトライトのラッシュという意味。
- SANKYOのデジパチで、機種名に「フィーバー」の付かない機種は非常に珍しく、現在の内規になってからは『CRビッキーチャンスREV.』に次いで2作目である。
- CRパトラッシュ2はハンゲームのパチンコDXにおいて2番目に導入された実機である。
- 現在はYahoo! JAPANのゲームアプリ『パチ・スロタウン』（開発：DeNA、バタフライ）にてCRパトラッシュREDがプレイ可能である。